# Бірюков Юрій Іванович
Бірюков Юрій Іванович (нар. 5 травня 1940, Воронеж — 30 листопада 2011, Житомир) — український художник.

## Біографія
Юрій Іванович Бірюков народився 6 травня 1940 року в м. Воронежі в сім'ї військовослужбовця. Після закінчення середньої школи в місті Новосибірську 2 роки працював художником-оформлювачем на виробництві. Проходив строкову службу в ракетних військах на Байконурі. Наступні 5 років навчався в Львівському поліграфічному інституті ім. Івана Федорова за спеціальністю художник-графік.
З 1969 року проживав і працював в Житомирі. З тих пір до 2000 року працював художником-оформлювачем на Житомирському художньо-виробничому комбінаті. В 1977 році йому була присвоєна вища творча кваліфікація.
Юрій Іванович є автором герба міста Житомира (1970 р.), ювілейної медалі «1100 років Житомиру», нагрудній медалі і грамоти престижної премії ім. Івана Огієнка, медалей Всеукраїнської літературно-музичного фестивалю «Розстріляна молодість». Він переможець всеукраїнського конкурсу на оформлення наукової серії книг «Реабілітовані історією». Автор брендів «Житомирська ароматна», «Поліський сувенір», «Замкова гора», «Старий Житомир», «Житомирська на бруньках», продукції заводу лікарських трав і фабрики «Житомирські ласощі».